# Либерали Србије
Либерали Србије су бивша политичка партија, која је постојала у Србији од 1990. до 2010. године и коју је предводио бизнисмен Душан Михајловић.
Странка је основана 10. јула 1990. под називом Социјалдемократска странка младих Србије — Нова демократија, као правна наследница Савеза социјалистичке омладине Србије (ССОС), а у регистар политичких странака уписана је 7. августа 1990. године. Странка је 29. августа променила назив у Нова демократија — Покрет за Србију, а њен председник ускоро је постао Душан Михајловић председник огранка Нове демократије — Покрет за Ваљево. Странка је касније користила само скраћени назив Нова демократија.
На почетку свог постојања улази у коалицију ДЕПОС са СПО, ДСС и ГСС.

## Подршка Слободану Милошевићу
У Владу Мирка Марјановића улази 1994. подршком 6 посланика са листе ДЕПОС. У тој Влади Нова демократија је имала 2 потпредседничка и 2 министарска места.

## Опозиција Слободану Милошевићу
После одбијања сарадње са СРС прелази у опозицију 1997. године после избора на којим је учествовала на листи СПС- ЈУЛ- НД. 

## Октобарске промене
После октобарских промена 2000. године и учествовања на изборима на листи ДОС председник Душан Михајловић добија место потпредседника владе и министра унутрашњих послова на које остаје до 2004. године.

## Престанак рада
Странка мења назив у Либерали Србије, Михајловић се повлачи са места председника и председник постаје дотадашњи потпредседник Радивоје Лазаревић, некадашњи амбасадор у Бразилу. На изборима 2007. године на листи је СПО, али не улази у парламент. Странка је званично престала да постоји у јануару 2010. године, када до предвиђеног рока за пререгистрацију странака није поднела 10.000 потребних потписа.

## Изборни резултати

### Парламентарни избори
| Година избора | Број гласача | % изашлих бирача | Освојених места | Промена у местима | Коалиција            | Парламентарни статус                    |
| ------------- | ------------ | ---------------- | --------------- | ----------------- | -------------------- | --------------------------------------- |
| 1992.         | 797 831      | 16,89%           | 1 / 250         | 1                 | ДЕПОС                | опозиција                               |
| 1993          | 715 564      | 16,64%           | 6 / 250         | 5                 | ДЕПОС                | опозиција (1993–1994) влада (1994–1997) |
| 1997          | 1 418 036    | 34,26%           | 5 / 250         | 1                 | Лева коалиција       | влада (1997–1998) опозиција (1998–2000) |
| 2000          | 2 402 387    | 64,09%           | 9 / 250         | 4                 | ДОС                  | влада                                   |
| 2003          | 22 852       | 0,59%            | 0 / 250         | 9                 |                      | ван парламента                          |
| 2007          | 134 147      | 3,33%            | 0 / 250         | Стагнација        | Коалиција са СПО–НСС | ван парламента                          |